# 郭家河乡
郭家河乡，是中华人民共和国河南省信阳市新县下辖的一个乡镇级行政单位。

## 行政区划
郭家河乡下辖以下地区：
郭家河村、麻布村、湾店村、莲花村、范湾村、柴楼村和土门村。